# Parigi è sempre Parigi
Parigi è sempre Parigi é um filme franco-italiano de 1951, do gênero comédia, dirigido por Luciano Emmer.

## Elenco
- Aldo Fabrizi.... Andrea De Angelis
- Henri Guisol.... M. Morand
- Ave Ninchi.... Elvira de Angelis
- Jeannette Batti.... Claudia
- Hélène Rémy.... Christine
- Henri Génès.... Paul Gremier
- Marcello Mastroianni.... Marcello Venturi
- Lucia Bosé.... Mimi de Angelis
- Carlo Sposito.... Toto Mancuso
- Yves Montand.... ele mesmo
- Vittorio Caprioli....guida turistica